# Badarwas
Badarwas là một thị xã và là một nagar panchayat của quận Shivpuri thuộc bang Madhya Pradesh, Ấn Độ.

## Địa lý
Badarwas có vị trí 24°58′B 77°34′Đ / 24,97°B 77,57°Đ Nó có độ cao trung bình là 471 mét (1545 foot).

## Nhân khẩu
Theo điều tra dân số năm 2001 của Ấn Độ, Badarwas có dân số 10.408 người. Phái nam chiếm 52% tổng số dân và phái nữ chiếm 48%. Badarwas có tỷ lệ 62% biết đọc biết viết, cao hơn tỷ lệ trung bình toàn quốc là 59,5%: tỷ lệ cho phái nam là 72%, và tỷ lệ cho phái nữ là 51%. Tại Badarwas, 17% dân số nhỏ hơn 6 tuổi.